# Ceira formosicola
Ceira formosicola är en fjärilsart som beskrevs av Embrik Strand 1915. Ceira formosicola ingår i släktet Ceira och familjen tandspinnare. Inga underarter finns listade i Catalogue of Life.